# Freedom (ruimtestation)

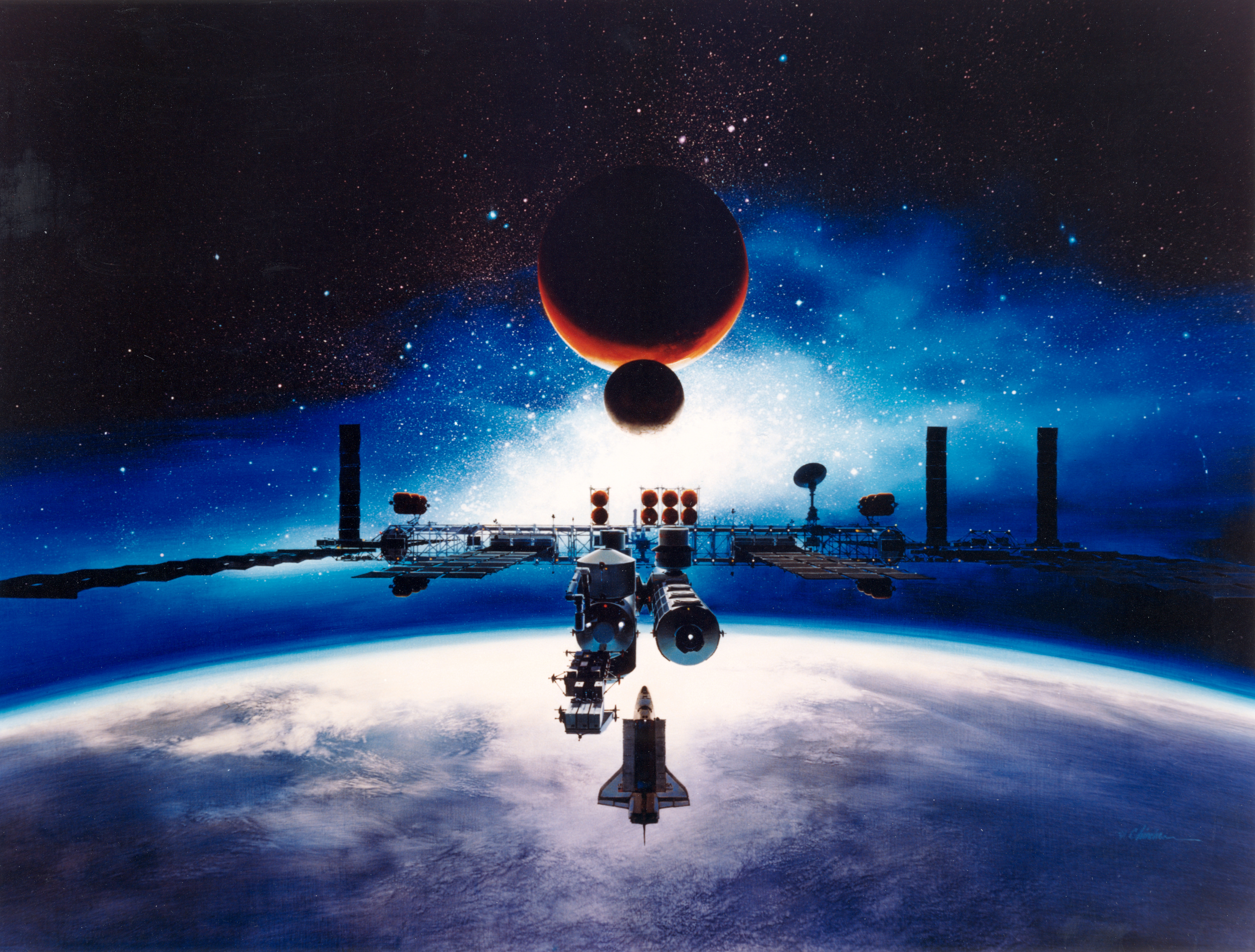
Artistieke impressie van ruimtestation Freedom.

Ruimtestation Freedom was een gepland NASA-project om de Verenigde Staten een permanent ruimtestation te geven, iets wat de Sovjet-Unie al had met Mir. President Ronald Reagan maakte de plannen voor Freedom bekend tijdens zijn State of the Union-toespraak van 1984. Het ruimtestation zou gebruikt worden als platform om satellieten te repareren, als astronomisch observatorium en voor het bouwen van ruimtevaartuigen en een microzwaartekrachtlaboratorium en -fabriek. Het ruimtestation is er uiteindelijk nooit gekomen door budgetwijzigingen. De ideeën voor dit ruimtestation zijn uiteindelijk gebruikt voor de constructie van het internationale ruimtestation ISS.